# 34433 Kavars
34433 Kavars este o planetă minoră (asteroid), cu un diametru de 6,141 km, din centura de asteroizi. A fost descoperită pe 24 septembrie 2000 la Experimental Test Site⁠(d) de Lincoln Near-Earth Asteroid Research. 
Obiectul prezintă o orbită caracterizată de o semiaxă mare de 3,1224666 UAi, o excentricitate de 0,11, o înclinație de 2,71956 ° în raport cu ecliptica.